# Илим-Горский сельсовет
Илим-Горский сельсовет — муниципальное образование со статусом сельского поселения в Неверкинском районе Пензенской области Российской Федерации.
Административный центр — село Илим-Гора.

## История
Статус и границы сельского поселения установлены Законом Пензенской области от 2 ноября 2004 года № 690-ЗПО «О границах муниципальных образований Пензенской области».

## Население
| 2010 | 2012 | 2013 | 2014 | 2015 | 2016 | 2017 |
| ---- | ---- | ---- | ---- | ---- | ---- | ---- |
| 611  | ↘603 | ↘594 | ↘582 | ↘562 | ↘551 | ↘541 |
| 2018 | 2021 |      |      |      |      |      |
| ↘539 | ↘479 |      |      |      |      |      |

## Состав сельского поселения
| № | Населённый пункт | Тип населённого пункта       | Население |
| - | ---------------- | ---------------------------- | --------- |
| 1 | Илим-Гора        | село, административный центр | ↘479      |